# (35994) 1999 NS18
1999 NS18 (asteroide 35994) é um asteroide da cintura principal. Possui uma excentricidade de 0.11478510 e uma inclinação de 3.32129º.
Este asteroide foi descoberto no dia 14 de julho de 1999 por LINEAR em Socorro.